# Les Chavannes-en-Maurienne
 Les Chavannes-en-Maurienne  es una población y comuna francesa, en la región de Ródano-Alpes, departamento de Saboya, en el distrito de Saint-Jean-de-Maurienne y cantón de La Chambre.

## Demografía
| 135 | 112 | 162 | 222 | 219 | 206 |
| Para los censos de 1962 a 1999 la población legal corresponde a la población sin duplicidades (Fuente: INSEE [Consultar]) |     |     |     |     |     |